# (119979) 2002 WC19
(119979) 2002 WC19 — транснептуновый объект с орбитой, расположенной за орбитой Плутона, в поясе Койпера. Он был обнаружен в Паломарской обсерватории 16 ноября 2002 года.

Либрации орбиты (119979) 2002 WC_{19}

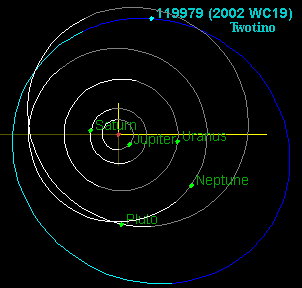
Орбита тутино (119979) 2002 WC_{19} показана синим цветом

(119979) 2002 WC19 имеет большую полуось вблизи края классического пояса Койпера. Он находится в орбитальном резонансе 1:2 с Нептуном, и является тутино. Когда тутино делает один оборот вокруг Солнца, Нептун за это время совершает два.

## Спутник
Естественный спутник у (119979) 2002 WC19 был обнаружен 27 февраля 2007 года. По оценкам, он обращается вокруг главного объекта на расстоянии около 2760±250 км, а его диаметр примерно 127 км.